# Saraqib
Saraqib is een plaats in het Syrische gouvernement Idlib en telt 37.025 inwoners (2008).
De plaats was vanaf 2014 in handen van jihadisten. Op 5 februari 2020 heroverde het Syrische regeringsleger de stad op de jihadisten, maar op 27 februari hadden deze de stad weer ingenomen. Op 2 maart 2020 was de stad echter weer terug in handen van de regering.